# Marduk-zakir-šumi II.
Marduk-zakir-šumi II. (dosl. (Bůh) Marduk vybral jméno) byl babylonský hodnostář, kterému se na několik měsíců roku 703 př. n. l. podařilo obsadit babylonský trůn a prohlásit se králem Babylonie.
Ta byla v tomto období pod asyrskou nadvládou a jeho předchůdce na trůnu Marduk-apla-iddina II. po svém pokusu o získání nezávislosti pro Babylonii prchnul do Elamu. K moci Marduk-zakir-šumimu pomohla následná rozsáhlá vzpoura babyloňanů proti novoasyrskému králi Sinacheribovi. Jeho vláda však trvala velmi krátce, když byl svrhnut a na babylonském trůnu znovu vystřídán bývalým králem Chaldei a Babylonie Marduk-apla-iddinou II.